# Стобно (Західнопоморське воєводство)
Стобно (пол. Stobno, нім. Stöven) — село в Польщі, у гміні Колбасково Полицького повіту Західнопоморського воєводства.
Населення — 526 осіб (2011).
У 1975-1998 роках село належало до Щецинського воєводства.

## Демографія
Демографічна структура станом на 31 березня 2011 року:
|          | Загалом | Допрацездатний вік | Працездатний вік | Постпрацездатний вік |
| -------- | ------- | ------------------ | ---------------- | -------------------- |
| Чоловіки | 272     | 67                 | 187              | 18                   |
| Жінки    | 254     | 56                 | 155              | 43                   |
| Разом    | 526     | 123                | 342              | 61                   |